# Néotoma du désert
Neotoma lepida
Espèce
Statut de conservation UICN

 LC  : Préoccupation mineure
Le Néotoma du désert (Neotoma lepida) est une espèce de rongeurs de la famille des Cricétidés.

## Répartition et habitat
Il vit  dans les désert des États-Unis et du Mexique.

## Alimentation
Il a besoin de plantes succulentes (souvent des Opuntia et Yucca) comme source d'eau.